# Eiste
Eiste is een plaats in de Estlandse gemeente Saaremaa, provincie Saaremaa. De plaats heeft de status van dorp (Estisch: küla).
Tot in oktober 2017 behoorde Eiste tot de gemeente Pihtla. In die maand ging Pihtla op in de fusiegemeente Saaremaa.

## Bevolking
Het dorp had 25 inwoners op 31 december 2011 en 26 inwoners op 31 december 2021.

## Ligging
Ten oosten van Eiste ligt het beschermde natuurgebied Võrsna hoiuala (5,4 km²).

## Geschiedenis
Eiste werd voor het eerst genoemd in 1731 onder de naam Heistikülla als dorp op het landgoed van Kõljala. In 1750 stond de plaats bekend onder de naam Heiste. De naam is waarschijnlijk afgeleid van de achternaam van een inwoner.
Tussen 1977 en 1997 maakte het buurdorp Sagariste deel uit van Eiste.